# Кудрен, Брижит
Брижи́т Кудре́н (фр. Brigitte Coudrain; 21 октября 1934, Париж) — французская художница, гравёр, живописец и иллюстратор.

## Биография
Бриджит Кудрен родилась в Париже 21 октября 1934 года. С 1954 года она посещала мастерскую художника и гравера Джонни Фридлендера (1912–1992), соратницей которого она оставалась до его смертиref.
До 1955 года она работала преимущественно в технике акварели. С 1958 года Бриджит сконцентрировалась на работе в гравюре, участвовала в ряде крупных международных биеннале графики (Любляна, Триеннале Гренхен в Швейцарии, Биелла в Италии) и Майском салоне.
В 1959 году, за серию своих гравюр, Бриджит Кудрен получает приз на Парижской биеннале.
Живет и работает в Париже.
В каталоге-резонне гравюр Бриджит Кудрен, созданном и опубликованном Рольфом Шмукингом (Брауншвейг) в 1976 году, перечислено 275 станковых авторских гравюр и созданных для книг, как иллюстрации и заставки.

## Музейные коллекции
- Национальная библиотека Франции. (Париж).
- Центр Помпиду[8]. (Париж).
- Смитсоновский музей американского искусства[9]. (Вашингтон).
- Метрополитен-музей[10]. (Нью-Йорк).
- Институт искусств Миннеаполиса. (Миннеаполис).
- Центр искусств Кантора[11]. (Стэнфорд).
- Художественный музей Макнея[12]. (Сан-Антонио).
- Художественный музей Экленда. (Чапел-Хилл).